# Sátiro Dias
Sátiro Dias é um município brasileiro do estado da Bahia.

## Filhos ilustres/produção artística
O município tem um forte potencial para a produção artística, em diversos segmentos, a exemplo da música e da literatura. Existe um notável número de jovens que tem um envolvimento direta ou indiretamente com a produção cultural, seja no âmbito da literatura, da música, da pintura e da dança.
O escritor Antônio Torres é o mais renomado escritor  da cidade, conhecido mundialmente principalmente pelo seu romance best-seller Essa Terra. É membro da Academia Brasileira de Letras, na qual ocupa a cadeira fundada por Machado de Assis e que foi ocupada por Jorge Amado e Zélia Gattai. Também pertence à Academia de Letras da Bahia, à Academia Petropolitana de Letras e é sócio-correspondente lusófono da Academia de Ciências de Lisboa. Publicitário, romancista, contista e cronista, Torres é uma figura conhecida nacionalmente por sua conceituada obra literária, bem lida no país e traduzida em diversas línguas em vários países, da Argentina ao Vietnã. Seus livros são utilizados em diversos exames de seleção de estudantes para universidades. Atuou também como professor de criação literária na Universidade do Estado do Rio de Janeiro e de oficinas literárias em outras instituições. Em 2018, foi condecorado com o título de Doutor Honoris Causa da Universidade Estadual de Feira de Santana (UEFS), Bahia.
Agraciado pelo governo francês com o título de Cavaleiro das Artes e das Letras (1998) pelos seus livros traduzidos na França, Antônio Torres recebeu inúmeros prêmios no Brasil, dentre os quais, destacam-se: o Prêmio Machado de Assis, da Academia Brasileira de Letras, o Grande Prêmio Cidade do Rio Janeiro, da Academia Carioca de Letras - ambos pelo conjunto da sua obra -, o do Pen Clube do Brasil de Melhor Romance (1987) para Balada da infância perdida, o da União Brasileira de Escritores (RJ), também de Melhor Romance, para O cachorro e o Lobo. Além disso o seu conto "Por um pé de feijão" foi incluído na antologia dos Cem Melhores Contos Brasileiros do Século.
Ele nasceu em 1940, quando Sátiro Dias ainda pertencia ao município de Inhambupe e era chamado pelo antigo nome de Junco. Entre os seus títulos mais significativos destaca-se a trilogia formada pelos romances Essa Terra, O cachorro e o lobo e Pelo fundo da agulha.  A crítica o situa como o autor que passeia com igual desenvoltura por ambientes rurais, como nos livros Meninos, eu conto, Carta ao Bispo, Adeus, Velho, e urbanos (seu romance de estreia, Um cão uivando para a Lua  e Um táxi para Viena d'Áustria),e da História (Meu querido canibal e O nobre sequestrador). Escreveu ainda os homens dos pés redondos,Balada da infância perdida, O centro de nossas desatenções, Sobre nomes, O circo no Brasil e Minu, o gato azul (infantil).
A cidade também conta com vários escritores e artistas conhecidos. Décio Torres Cruz é escritor, pesquisador, poeta, ator, professor universitário e atua como avaliador de cursos e de instituições de ensino superior para o Ministério de Educação (MEC). Fez doutorado na State University of New York, nos Estados Unidos, e pesquisa de pós-doutorado na Leeds Metropolitan University, na Inglaterra. É mestre em Teoria da Literatura, especialista em tradução, bacharel em Letras (Inglês) pela UFBA e membro de comissões editoriais de várias revistas acadêmicas no Brasil e nos Estados Unidos. Publicou vários artigos, livros, capítulos de livros, verbetes de dicionários e outras publicações no Brasil e no exterior. The Cinematic Novel and Postmodern Pop Fiction: The case of Manuel Puig, seu livro mais recente, foi publicado pela editora John Benjamins na Holanda e nos Estados Unidos e faz parte da série FILLM (Fédération Internationale des Langues et Littératures Modernes) da UNESCO. Postmodern Metanarratives: Blade Runner and Literature in the Age of Image foi publicado na Inglaterra pela Palgrave Macmillan. Além desses, publicou os livros: Literatura (pós-colonial) caribenha de língua inglesa e O pop: literatura, mídia & outras artes. Na área de metodologia e ensino de língua inglesa, publicou: Idea Factory: 100 Games and Fun Activities for your English Classes; English Online: Inglês instrumental para informática; Inglês para Administração e Economia; Inglês para Turismo e Hotelaria e Inglês.com.textos para informática. Décio Torres atuou como professor de inglês em vários institutos de idiomas no Rio de Janeiro e em Salvador. É pesquisador e professor na Universidade Federal da Bahia e na Universidade do Estado da Bahia, tendo também lecionado na Faculdade Ruy Barbosa.
Ronaldo Torres é escritor, poeta, ator e diretor do grupo teatral Mandacaru, do Instituto Federal de Alagoas (IFAL) onde também estuda Letras, em Maceió. Além de poemas, contos e crônicas, publicou o primeiro livro sobre a história de Sátiro Dias: Arraial do Junco: Crônica de sua existência.
Cristiana Alves é autora dos livros Entrelaçados (2012), Sabor de uma lembrança (lançado na Bienal Internacional do Livro), além de Coração a Esmo e Tatuagem.
Luiz Eudes é autor, dentre outros, do romance Cangalha do Vento.
O bancário e jornalista Marcelo Torres é também escritor e hoje vive em Brasília, mas se mantém conectado com a cidade. É autor de O Fuxico, O Bê-a-bá de Brasília: Dicionário de coisas e palavras da capital e Os Nomes da Rosa.